# Église Saint-Nicolas d'Épehy
 (août 2017).
L'église Saint-Nicolas d'Épehy est située sur le territoire de la commune d'Épehy dans le département de la Somme au nord-est de Péronne.

## Historique
Remplaçant une ancienne chapelle, une première église est construite à Épehy au XVIIe siècle. Elle est église succursale jusqu'en 1801, puis paroissiale. Cette église comportait de riches boiseries provenant de Sainte-Agnès de Cambrai.
L'église actuelle d'Epehy remplace l'édifice du XVIIe siècle détruit en 1917 pendant la Première Guerre mondiale. Les plans de l'église ont été conçus en 1922 par l'architecte Louis Compoint, de Clichy.

## Caractéristiques

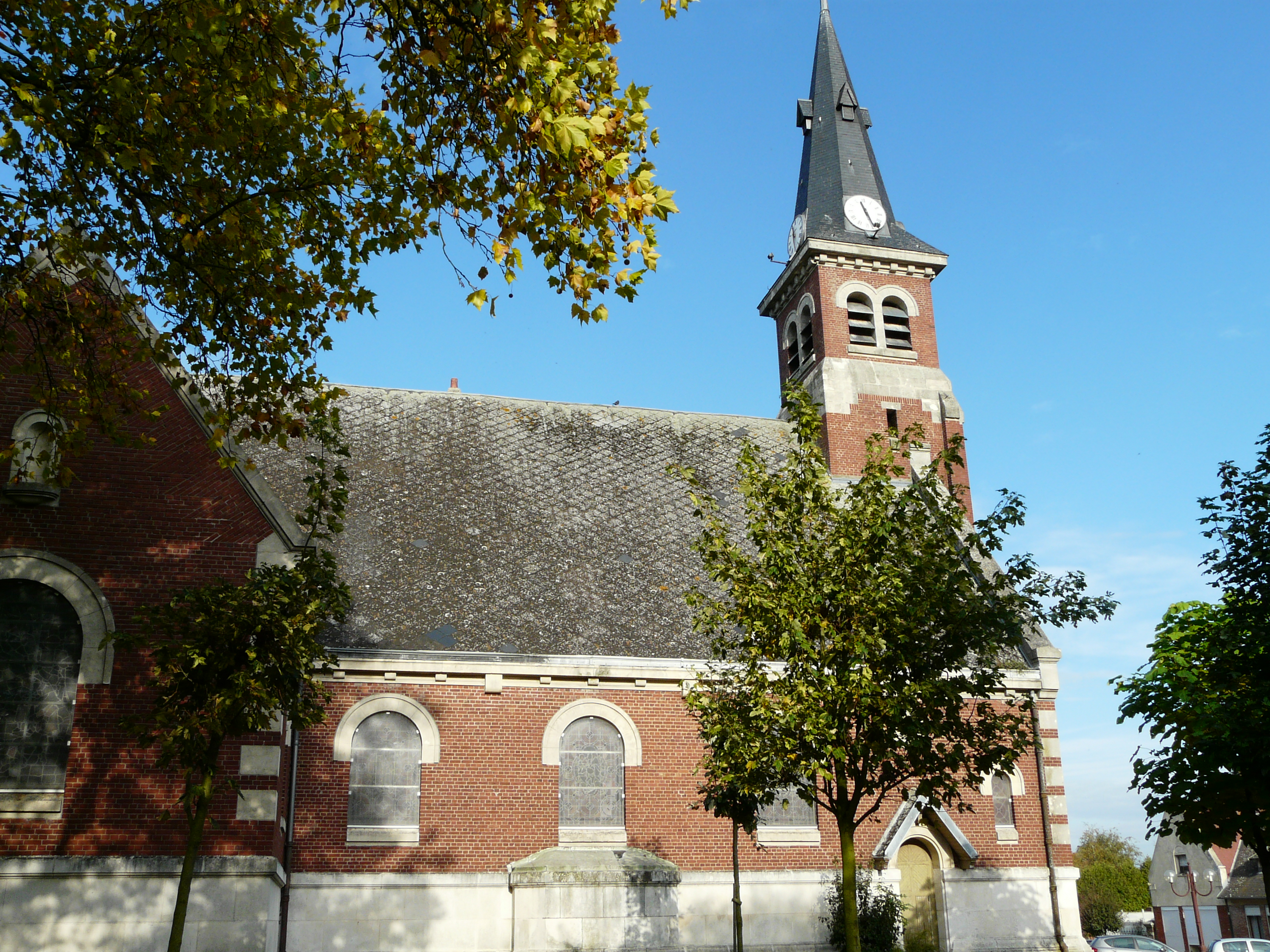

L'église Saint-Nicolas est construite en brique avec soubassement en pierre dans le style art déco. L'intérieur de l'édifice conserve un maître-autel décoré d'un bas-relief représentant le repas du Christ avec les deux Pèlerins d'Emmaüs.
La chapelle des fonts baptismaux est décorée de boiseries et de la représentation du baptême du Christ par Jean-Baptiste.
Les vitraux sont l'œuvre du maître-verrier Léon Lecourt de Vanves et de Clément Mazard, son gendre. Ils représentent :
- la légende de saint Nicolas (dessin de Clément Mazard),
- la Sainte Famille,
- la grotte de Lourdes,
- sainte Thérèse de l'Enfant-Jésus (dessin de Clément Mazard).

Le chemin de croix est l'œuvre de la maison Joseph Vanpoulle de Cambrai et les peintures du chœur furent réalisées après la Seconde Guerre mondiale. Au centre, le Christ exprime son amour des hommes ; sous la clé de voûte, sont évoqués Dieu le Père, le Calvaire (alpha et oméga) et les quatre évangélistes. De part et d'autre sont retranscrites les Béatitudes.
L'orgue fut construit par la maison Didier & Fils de Nancy en 1927. En 1961 un relevage fut effectué par Max Joseph Roethinger. En 2008, Daniel Decavel réalisa un second relevage.